# Комвалиус, Сильвано
Сильвано Доминик Комвалиус (нидерл. Sylvano Dominique Comvalius, МФА: [sɪlˈvaːnoː kɔmˈvaːlijʏs]; родился 10 августа 1987 года, Амстердам) — нидерландский футболист, игравший на позиции нападающего.

## Карьера
Воспитанник клубов «Димен», «Аякс» и «Омниворлд». В 2008 году перешёл из «Омниворлда» в любительский клуб «Квик Бойз».
В январе 2009 года стал игроком мальтийского клуба «Хамрун Спартанс». Летом 2009 года перешёл в команду «Биркиркара». Забив 15 голов в сезоне 2009/10, Комвалиус помог «Биркиркаре» стать чемпионом Мальты.
В феврале 2010 года был на просмотре в российском клубе «Спартак-Нальчик». Контракт с ним подписан не был, но сам футболист решил поддерживать контакт с нальчанами и стал почти после каждого матча писать электронные письма в клуб.
В сентябре 2010 года на правах свободного агента перешёл в шотландский клуб «Стерлинг Альбион». Здесь Комвалиусу не удалось забить ни одного гола, и в 2011 году он присоединился к кувейтскому клубу «Ас-Сальмия».
25 июня 2011 года дебютировал в составе клуба казахстанской премьер-лиги «Атырау».
В марте 2012 года перешёл в китайский клуб «Фуцзянь Смарт Хиро».

## Достижения
«Биркиркара»
- Чемпион Мальты: 2009/10

«Айнтрахт» Трир
- Обладатель Кубка Рейнланда: 2013/14

## Личная жизнь
Есть сын по имени Милан.